# Cirrhitichthys falco
Cirrhitichthys falco är en fiskart som beskrevs av Randall, 1963. Cirrhitichthys falco ingår i släktet Cirrhitichthys och familjen Cirrhitidae. Inga underarter finns listade i Catalogue of Life.